# Apagesoma delosommatus
Apagesoma delosommatus är en fiskart som först beskrevs av Hureau, Staiger och Nielsen, 1979.  Apagesoma delosommatus ingår i släktet Apagesoma och familjen Ophidiidae. Inga underarter finns listade i Catalogue of Life.